# Hünstetten
Hünstetten är en Gemeinde i Rheingau-Taunus-Kreis i det tyska förbundslandet Hessen. Hünstetten har cirka 10 000 invånare.

## Ortsteile
|  | Ortsteil          | Invånare |
|  | ----------------- | -------- |
|  | Bechtheim         | 886      |
|  | Beuerbach         | 1 157    |
|  | Görsroth          | 1 312    |
|  | Kesselbach        | 975      |
|  | Ketternschwalbach | 468      |
|  | Limbach           | 729      |
|  | Oberlibbach       | 698      |
|  | Strinz-Trinitatis | 977      |
|  | Wallbach          | 1 065    |
|  | Wallrabenstein    | 2 041    |

Alla Ortsteil är tidigare kommuner som gick samman i eller uppgick i Hünstetten mellan 1971 och 1977.